# Maroni, les fantômes du fleuve
Maroni, les fantômes du fleuve est une minisérie créée par Aurélien Molas et diffusée sur Arte à partir du 25 janvier 2018. La diffusion de la deuxième saison, Maroni, le territoire des ombres, commence le 13 mai 2021.

## Synopsis
En Guyane, Chloé Bresson, jeune officier de gendarmerie, est transférée du Centre d'entraînement en forêt équatoriale au commissariat de police de Cayenne. Elle est fraîchement accueillie par le commissaire Koda qui a appris que ce transfert est dû à une altercation avec son supérieur. Son nouveau coéquipier, le lieutenant Joseph Dialo, est un Guyanais au passé trouble. Ensemble ils enquêtent sur la disparition d'un garçon de neuf ans, Jean Hugain, après avoir découvert les corps de ses parents. Ceux-ci ont été sauvagement assassinés et pendus au mât de leur voilier, au côté d'un Aï qui a été vidé de son sang. Le seul témoin est un adolescent bushinengué qui va les amener à s'intéresser à une légende animiste perpétuée par des descendants d'esclaves. Ils décident alors de s'enfoncer dans la forêt guyanaise en remontant le fleuve Maroni.

## Fiche technique
- Création : Aurélien Molas[3]
- Réalisation : Olivier Abbou
- Scénario : Aurélien Molas et Olivier Abbou
- Costume : Judith de Luze
- Décors : Serge Fernandez
- Photographie : Julien Meurice
- Musique : Clément Tery
- Son : Jérôme Pougnant
- Chargé(e) de programme : Arnaud Jalbert
- Montage : Benjamin Favreul
- Productrice : Aurélie Meimon et Noor Sadar
- Production : Mademoiselle Films, Lovemytv, Arte France
- Nombre d'épisodes : 4 (saison 1) et 6 (saison 2)
- Durée : 45 minutes par épisode
- Date de première diffusion : 25 janvier 2018 - ...
- Chaîne de diffusion en France : Arte
- Pays d'origine :  France

## Distribution
Sauf indication contraire, les informations mentionnées dans cette section peuvent être confirmées par la base de données cinématographiques Allociné,  présente dans la section « Liens externes ».
- Stéphane Caillard : Chloé Bresson[4],[5]
- Adama Niane : le lieutenant Joseph Dialo
- Issaka Sawadogo : le commissaire Koda
- Jérémie Laheurte : Stéphane, un collègue de Dialo
- Sylvio Molia : Benoît Faaité, ami de Dialo et père d'Elisabeth, une enfant disparue
- Alex Descas : Oscar, père de Benoît
- Josiane Da Silva Nascimento : Luna, l'éleveuse d'Aïs
- Toni Laurent : Jean Hugain
- Kenny Icare : Cyril Boné, un multirécidiviste
- Serge Abatucci : le chef bushinengué
- Marcel Kwadjani : l'adolescent bushinengué
- Jessica Martin : Maéva, l'employée des époux Hugain
- Patrick Moreau : le médecin légiste
- Guerric Eber : l'inconnu d'un soir rencontré à la discothèque
- Belisong Kwadjani : le piroguier
- Loan Rimbaud : Dialo enfant
- Mysilien Niavai : la prêcheuse
- Ricky Tribord : le policier qui répare le climatiseur
- Yvan Télémaque : Gantas, un proxénète brésilien
- Kervens Saint-Fort : Hector, l'éleveur de chiens aveugle
- Nil Lilamand : la psychologue
- Alexandra Carvalho : une prostituée brésilienne
- Talena Norbert : Claudia, une prostituée et une indic de Dialo
- Céline Hayot : la vétérinaire
- Jérémy Harrous : l'interne à l'hôpital
- Philippe Passon : un policier
- Ludovic Dachy : le médecin urgentiste
- Jerrold Polony : Jumbo, l'ex de Luna
- Janice Lafaille : une collégienne, camarade de classe d'Elisabeth
- Jessica Dalice : une collégienne, camarade de classe d'Elisabeth
- Eymeric Loth : le fils de Koda
- André Apatekou : le chaman bushinengué

## Critiques
Pour Isabelle Poitte de Télérama, l'auteur et le réalisateur font découvrir avec talent, à travers un décor exotique, la culture et les mythes de la Guyane : « Maroni laisse entrevoir un univers d'une ampleur rare dans la fiction française… »
Céline Fontana du Figaro estime que la mini-série est « originale » car s'y mêlent « meurtre, mystère et vaudou ».
Sur France Culture, une partie de l'émission La Dispute du 19 janvier 2018 est consacrée à la mini-série. La mise en scène y est qualifiée de « magistrale » et le casting de « haute volée ». L'animateur, Arnaud Laporte, remarque toutefois un « problème de jeu et d'écriture » et Joseph Ghosn, directeur de la rédaction de Grazia, note que « plusieurs pistes sont empruntées mais aucune jusqu'à son terme ».

## Saison 2:Maroni, le territoire des ombres
Une deuxième saison de six épisodes, Maroni, le territoire des ombres, est commandée par Arte. Le tournage — en Guyane, à Saint-Pierre-et-Miquelon et à Terre-Neuve — débute en janvier 2020 et se termine fin mars. Stéphane Caillard et Adama Niane reprennent leurs rôles aux côtés d'Axel Granberger, Samuel Jouy, Paul Hamy, Brigitte Sy et Patricia Thibault,. Cette nouvelle saison est diffusée sur Arte à partir du 13 mai 2021.